# Korfball na Letnich Igrzyskach Olimpijskich 1928

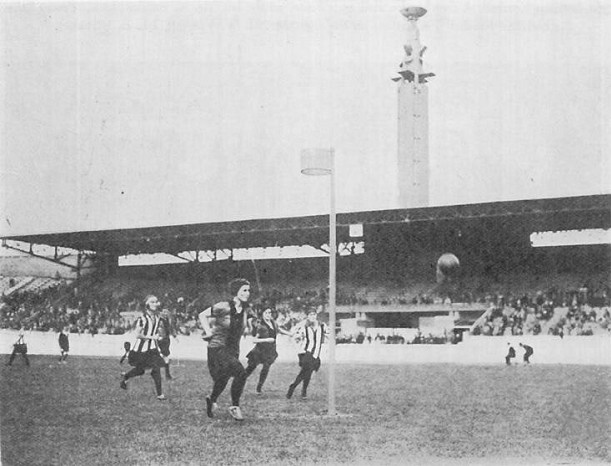
Zawodnicy podczas meczu.

Korfball na Letnich Igrzyskach Olimpijskich 1928 odbył się jako sport demonstracyjny (pokazowy) na tychże igrzyskach olimpijskich.

## Korfball jako sport pokazowy na Letnich Igrzyskach Olimpijskich 1928
Tuż przed igrzyskami, Holenderski Komitet Organizacyjny rozważał wprowadzenie trzech sportów demonstracyjnych na Letnie Igrzyska Olimpijskie 1928. Pierwszym był lacrosse. Drugim sportem pokazowym była „fryzyjska piłka ręczna” – kaatsen, zaś trzecią dyscypliną – korfball, który został oficjalnie zatwierdzony przez założyciela HKO – Barona Frederika van Tuylla van Serooskerkena.

## Mecz
Demonstracyjny mecz w korfballu odbył się 6 sierpnia 1928 roku, na Stadionie Olimpijskim w Amsterdamie. Naprzeciwko siebie stanęły dwie drużyny holenderskie – „Czerwono-czarni” oraz „Biało-czerwoni”. Każda składała się z 12 graczy – 6 kobiet i 6 mężczyzn. Arbitrami byli: H.W. Vliegen, G. Leeuw, oraz W.C. Schaap. Wynik spotkania nie jest znany, ponieważ mecz odbył się nieoficjalnie. Poniżej przedstawiono składy obydwu drużyn:

| Drużyna „Biało-czerwonych” |                         |
|                            |                         |
| Pozycja                    | Gracz                   |
| Napastnicy                 | Gerrit de Mey (kapitan) |
| Napastnicy                 | Leen Wedemeyer          |
| Napastnicy                 | Garrie Voordenberg      |
| Napastnicy                 | Mien 't Hart            |
| Pomocnicy                  | Laurens Looy            |
| Pomocnicy                  | G. Storm                |
| Pomocnicy                  | Miep Klamer             |
| Pomocnicy                  | M. Trupp                |
| Obrońcy                    | Bas Dorsman             |
| Obrońcy                    | Joop van der Geest      |
| Obrońcy                    | Annie Vaandrager        |
| Obrońcy                    | Dien Richel             |

| Drużyna „Czerwono-czarnych” |                        |
|                             |                        |
| Pozycja                     | Gracz                  |
| Napastnicy                  | Harm Gerding (kapitan) |
| Napastnicy                  | Henk Venema            |
| Napastnicy                  | Ties Hendriksen        |
| Napastnicy                  | Lubertha Wagenvoort    |
| Pomocnicy                   | Anton Madsen           |
| Pomocnicy                   | K. Gruys               |
| Pomocnicy                   | Annie Krelage          |
| Pomocnicy                   | Jannie de Koning       |
| Obrońcy                     | Bep Eggink             |
| Obrońcy                     | Aak Hendriksen         |
| Obrońcy                     | Mien Klijn             |
| Obrońcy                     | Ciel Cohen             |